# Cupola di San Giovanni a Parma
La decorazione della Cupola di San Giovanni Evangelista è un ciclo di affreschi del Correggio a Parma. Databili tra il 1520 e il 1524 circa, comprendono la calotta che viene interpretata come la Visione di san Giovanni a Patmos (ovvero Ascensione di Cristo tra gli apostoli, diametri alla base 966x888 cm) o - in alternativa - come il Transito di san Giovanni nel momento in cui Gesù scende ad accogliere il discepolo prediletto, i quattro pennacchi con coppie di Evangelisti e Dottori della Chiesa tra putti e la fascia cilindrica del tamburo; alla base degli intradossi degli archi che reggono la cupola si trovano poi soggetti veterotestamentari a monocromo.

## Storia
Dopo il successo della Camera della Badessa, Correggio venne subito arruolato a Parma per un'altra ambiziosa operazione pittorica, la decorazione dell'appena finita di ricostruire chiesa di San Giovanni, su richiesta dell'abate Girolamo Spinola. Si trattava della prima commissione pubblica di elevato impegno e di indubbio prestigio che il Correggio riusciva ad ottenere. Dovette essere presto elaborato l'intero programma iconografico, che comprendeva anche opere oggi perdute o semi-perdute nel coro, e venne affrescata probabilmente come primo saggio la lunetta con il San Giovanni e l'aquila, nel transetto sinistro.
I pagamenti registrati nei Libri del monastero della chiesa parmense vanno dal 6 luglio 1520 al 23 gennaio 1524. Esiste un buon numero di disegni preparatori per le figure degli apostoli e del Cristo che dimostrano l'accuratezza con cui ogni singolo dettaglio fu studiato dal Correggio.
Non abbiamo testimonianze di quale fu la reazione della committenza e del pubblico a questa innovativa opera del Correggio, ma a giudicare dal fatto che l'artista ottenne, negli anni in cui vi attendeva, il compito di affrescare la cupola del vicino Duomo di Parma si può credere che, sebbene ancora in fieri, il lavoro riscuotesse un elevato successo. Infatti, fu probabilmente la decorazione della cupola di San Giovanni a sancire l'affermazione della fama del Correggio a Parma, che gli garantì, nella prima metà degli anni venti, un gran numero di importanti commissioni. A dimostrazione del prestigio raggiunto in città resta il documento del 26 agosto 1525 in cui il suo nome è registrato in una lista di periti e artisti (tra cui Alessandro Araldi e Michelangelo Anselmi) chiamati a giudicare la stabilità della chiesa di Santa Maria della Steccata a Parma. Da qui in avanti le commissioni che l'artista ricevette furono sempre più importanti.

## Descrizione

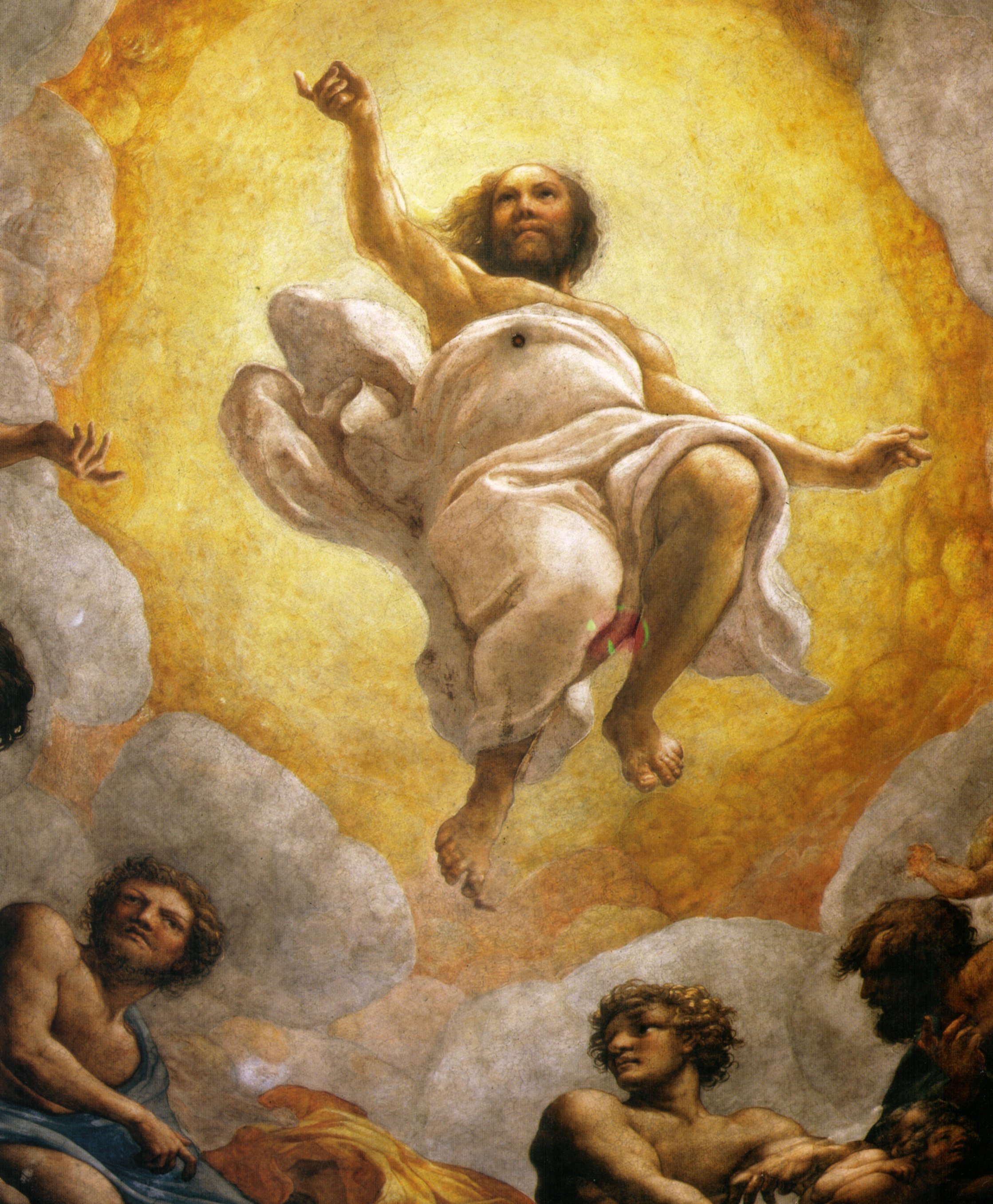
Il Cristo al centro

Il ciclo di affreschi della cupola, come si è già accennato, ricopre oltre che la cupola, il tamburo, i quattro pennacchi e le zone degli archi più vicine ai pennacchi. Al centro trionfa la grande apparizione divina. Sui pennacchi si trovano coppia di Evangelisti e Dottori della Chiesa con putti; nella fascia cilindrica del tamburo Scene cristologiche e coppie dei simboli del tetramorfo; alla base degli intradossi degli archi che reggono la cupola si trovano poi soggetti veterotestamentari.

### Cupola
Il soggetto rappresentato è generalmente indicato nella parousia, cioè la visione del secondo avvento di Cristo avuta da san Giovanni sull'isola di Patmos così come è descritto nell'Apocalisse: “Eccolo venire sulle nubi, e così lo vedrà ogni occhio” (Apocalisse I, 7). Il tema è legato inoltre alla chiamata che Cristo fa al discepolo prediletto, mostrandogli il suo posto alla mensa celeste insieme agli altri apostoli: tale episodio è tratto dalla liturgia cantata dai monaci benedettini il 27 dicembre, giorno di san Giovanni evangelista.
Al centro di una sfolgorante emanazione luminosa, composta a ben guardare da stormi di serafini (come nell'Assunta di Tiziano), Cristo fluttua visto dal basso, con le braccia distese che ricordano la solennità della Creazione di Adamo di Michelangelo. Si tratta di una straordinaria epifania divina, con lo spazio architettonico che scompare aprendosi prodigiosamente sull'empireo: la forma ovale della base della cupola fu pienamente sfruttata ponendo il corpo di Cristo leggermente in verticale, sull'asse più lungo, giovando all'energia globale della rappresentazione, come se l'apparizione divina dilatasse lo spazio. Il Cristo sembra far scostare le nuvole tutto attorno, sullo sfondo delle quali si trovano assisi, in varie pose, gli apostoli. Essi sono undici: manca infatti ancora Giovanni che si trova in basso, ormai ai bordi del tamburo, mentre con un gesto timoroso si rivolge a Cristo che gli indirizza il suo sguardo e sembra indicargli il posto da prendere; la figura di Giovanni non è visibile dalle navate, ma solo dal coro, quindi solo i monaci possono intravederla. Le braccia di Cristo sembrano guidare una rotazione virtuale del gruppo degli apostoli, con le direzioni dei gesti e degli sguardi che invitano a girare dinamicamente l'intera rappresentazione.
Sopra Giovanni, che si trova in direzione della testa di Gesù, si trova Bartolomeo, seguito poi, in senso orario, da Simone lo Zelota, Giacomo maggiore, Andrea, Tommaso, Giacomo minore (in asse con Giovanni), Taddeo, Filippo, Pietro (con le chiavi) e Mattia o Paolo. Le identificazioni, a parte Pietro, sono tradizionali, nell'assenza di attributi, ed è legata a un calcolo composto con l'astrolabio: secondo i calcoli della studiosa Gerardine Dunphy Wind la posizione di Giovanni corrisponde esattamente alla data del 27 dicembre, giorno della sua festa.
Tutto contribuisce efficacemente a rendere reale la visione: la pienezza plastica degli apostoli, calibrata sull'inclinazione della cupola, i putti che si librano in ogni dimensione annullando la scansione spaziale, la luce dorata che accende bagliori di diversa intensità sulle figure. La ricchezza di "moti dell'animo" resta impossibile da percepire da un unico punto di vista, invitando a scoprire tutti i punti e rendendo per la prima volta la pittura "globale".
Anche le nubi diventano parte essenziale dell'orchestrazione, come mediazione tra il mondo reale/atmosferico e quello divino.

#### Le vedute principali

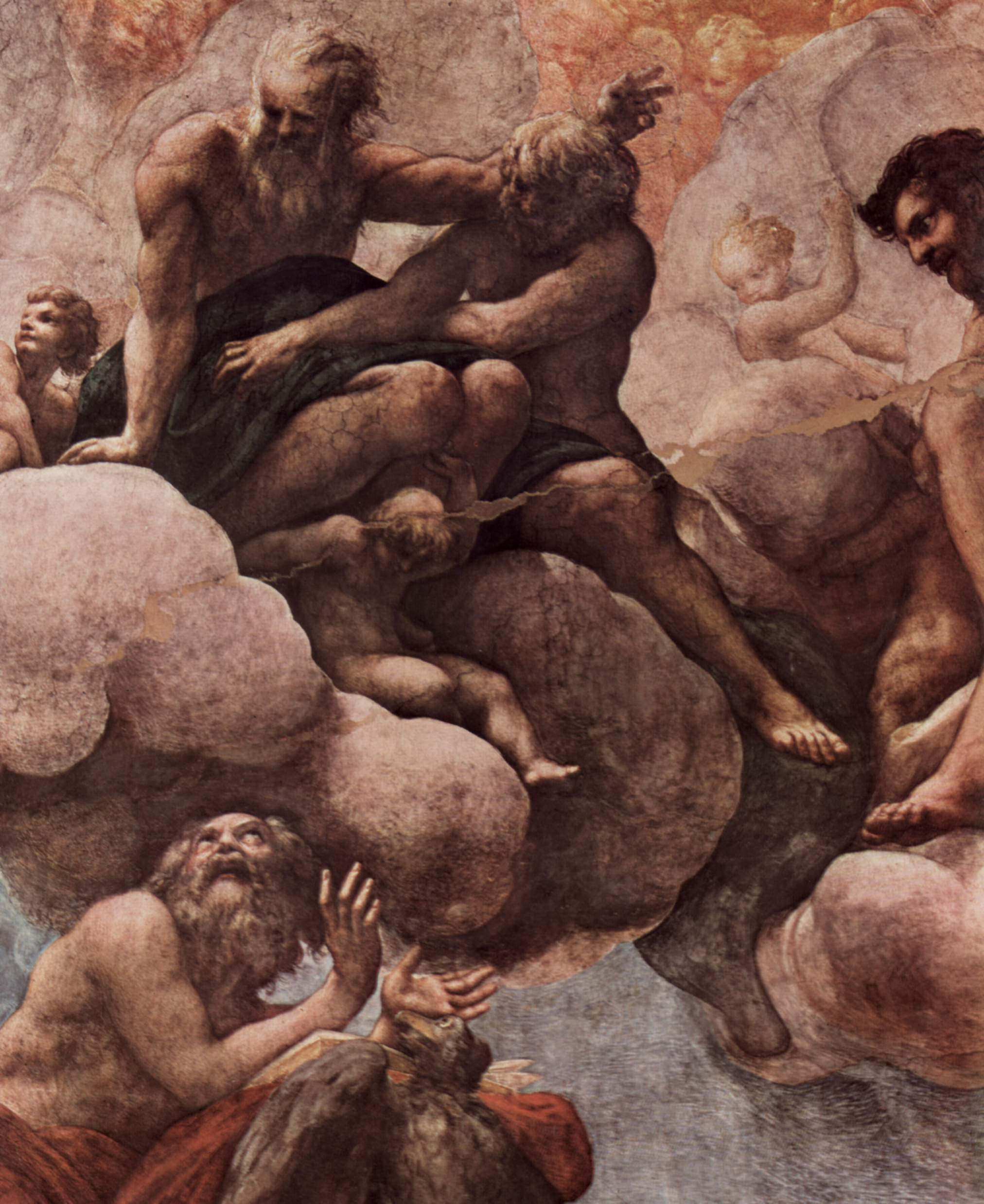
San Bartolomeo e san Mattia sopra san Giovanni

Sull'argomento delle diverse vedute che offre la cupola e le diverse conseguenze dal punto di vista interpretativo scrisse Shearman: “San Giovanni è visibile ai benedettini riuniti nel coro, che assistono alla parousia non astrattamente, ma con un'attenzione peculiare, come se si trattasse della visione del loro santo patrono e della presenza divina e onnivedente alla messa. Ma san Giovanni è dipinto sul lato occidentale dell'ovale, così che, se si fa recedere il punto di vista fin sotto l'arco occidentale, verso la soglia, egli non è più visibile. Invece lo spettatore collocato nella navata vede la parousia al vertice della cupola, come fa san Giovanni, in diagonale; e l'analogia non è soltanto spaziale o geometrica, ma anche empirica: questo osservatore è il diretto destinatario della visione e diventa, come lo è san Giovanni, parte del soggetto di essa. L'altro fuoco del soggetto, il testimone, viene ad essere ricollocato su di lui. E qui mi pare risieda un'ulteriore differenza: la visione dalla soglia che chiunque può avere della cupola rende verisimile che Cristo giudice appaia ai suoi occhi sospeso verticalmente in alto, con un effetto più realistico. Il Correggio ha conseguito nella decorazione pittorica della cupola l'equivalente della modalità pienamente transitiva di relazione fra spettatore e soggetto che abbiamo veduto praticata in altri generi, pale d'altare e ritratti, attorno al 1520. La rappresentazione della visione ai benedettini appare più distaccata, più intellettuale, come esigono le circostanze della loro professione e l'entità della loro attenzione".

### Tamburo
Il tamburo presenta storie cristologiche tra coppie dei simboli del tetramorfo. A partire dalla rappresentazione di Giovanni, in alto, si incontrano l'Angelo di san Matteo e la sua aquila: tali simboli sono in relazione con gli evangelisti presenti nei rispettivi pennacchi. Proseguendo in senso orario si trovano l'aquila e il toro, il leone e il toro, il leone e l'angelo. Si tratta di rappresentazioni a monocromo tra girali vegetali e nastri, intervallate dagli oculi (circondati da ghirlande dipinte) che danno luce alla cupola, essendo sprovvista di lanterna.

### Pennacchi e basi degli archi

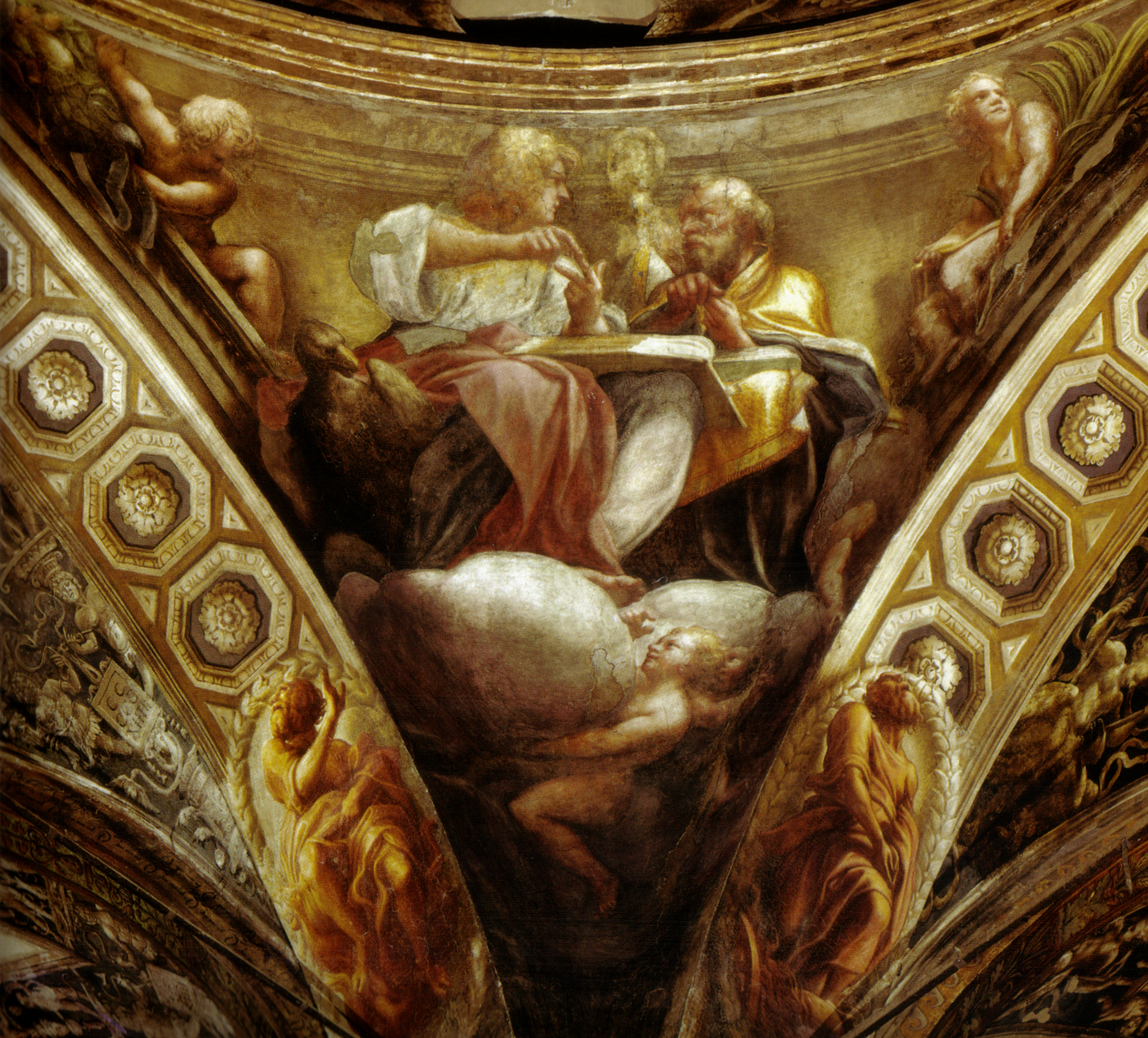
San Giovanni e sant'Agostino

Nei quattro pennacchi si trovano gli evangelisti e di Dottori della Chiesa accoppiati a due a due e presi in vivaci dissertazioni, sulla scorta della Scuola di Atene di Raffaello e di varie fonti iconografiche, tra cui il Cristo dodicenne tra i dottori di Albrecht Dürer, da cui deriva il gesto di san Marco (forse noto tramite lavori dei leonardeschi della cerchia milanese). Alle basi degli archi si trovano i protagonisti di determinati eventi biblici, premonitori delle vicende del Nuovo Testamento e realizzati a monocromo rosso/bruno entro ovali.
Immaginando di guardare la cupola dal basso e tenendo sempre come punto di riferimento san Giovanni nella cupola, da intendersi come "nord" della rappresentazione, si trovano in alto a sinistra San Matteo e san Girolamo, affiancati, sulle estremità degli archi che reggono la cupola, da Mosè davanti al roveto ardente e Aronne con la verga fiorita: si tratta di allusioni al tema dell'incarnazione di Gesù. In alto a destra San Giovanni e sant'Agostino tra Elia che sale in cielo sul carro di fuoco e Henoch rapito in cielo: in questo caso è evidente il riferimento all'Ascensione di Gesù, ma anche come proprio a Giovanni si voglia accostare il tema dell'ascesa, credendosi ancora a quell'epoca che, al pari di Maria, egli fosse volato in cielo.
In basso a sinistra San Marco e san Gregorio tra Giona che esce dalla balena e Sansone che svelle le porte di Gaza, prefigurazioni della Resurrezione; a destra San Luca e sant'Ambrogio, tra Isacco sacrificato dal padre e Abele ucciso dal fratello, legati al tema della Morte del Signore. Alle basi dei pennacchi e negli stretti spazi degli angoli, l'artista inserì dei putti vivacemente atteggiati, come se ne trovano nella sua produzione matura, in parte reggenti palme o ghirlande di frutta e foglie: Longhi vi lesse una rappresentazione di "spiriti astanti" ispirati ai Nudi bronzei della Sistina. Tra questi Lucia Fornari ne ha individuato uno detto "vezzoso" in cui si registrerebbe una prima prova pittorica del giovane Parmigianino.

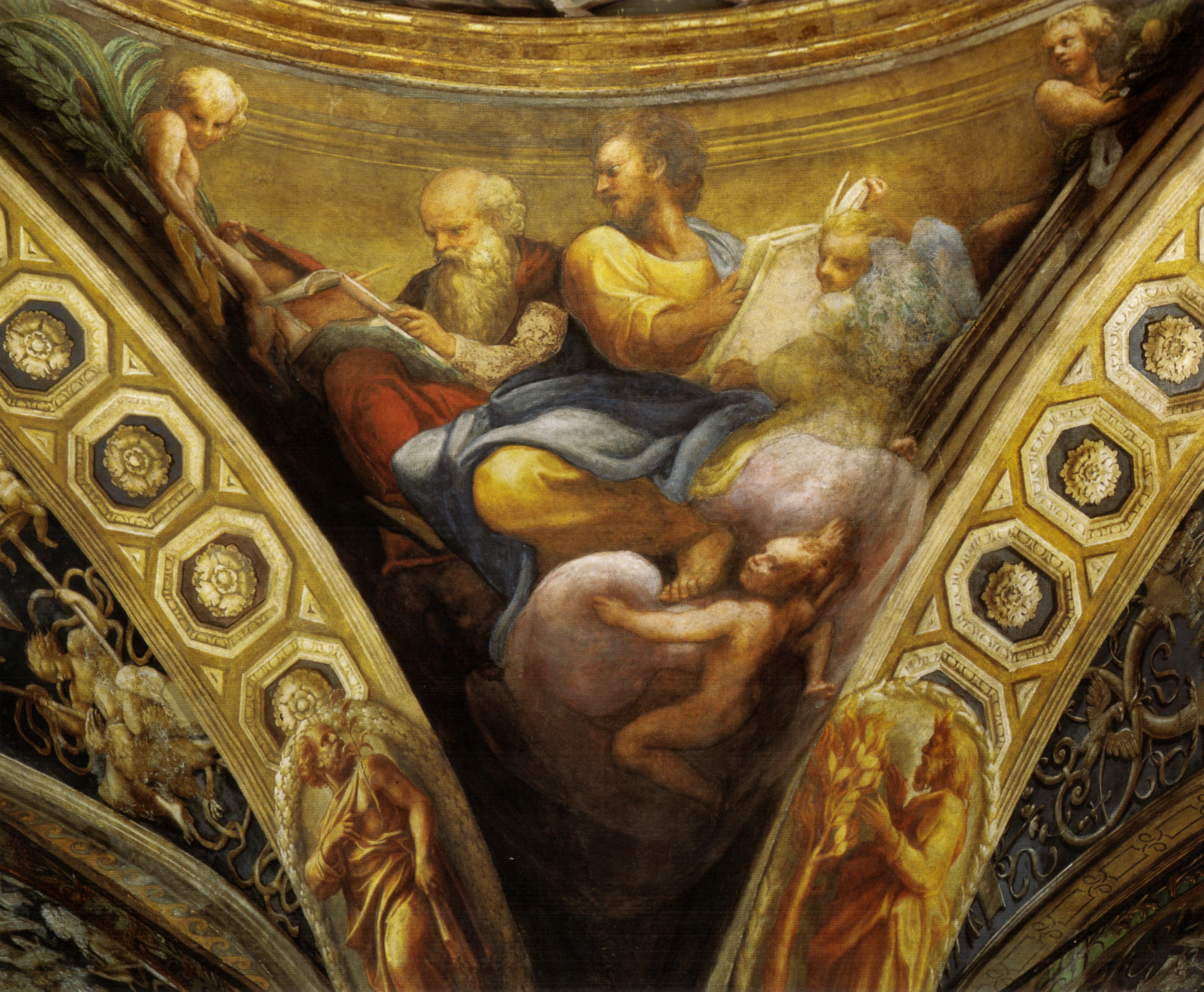
San Matteo e san Gerolamo
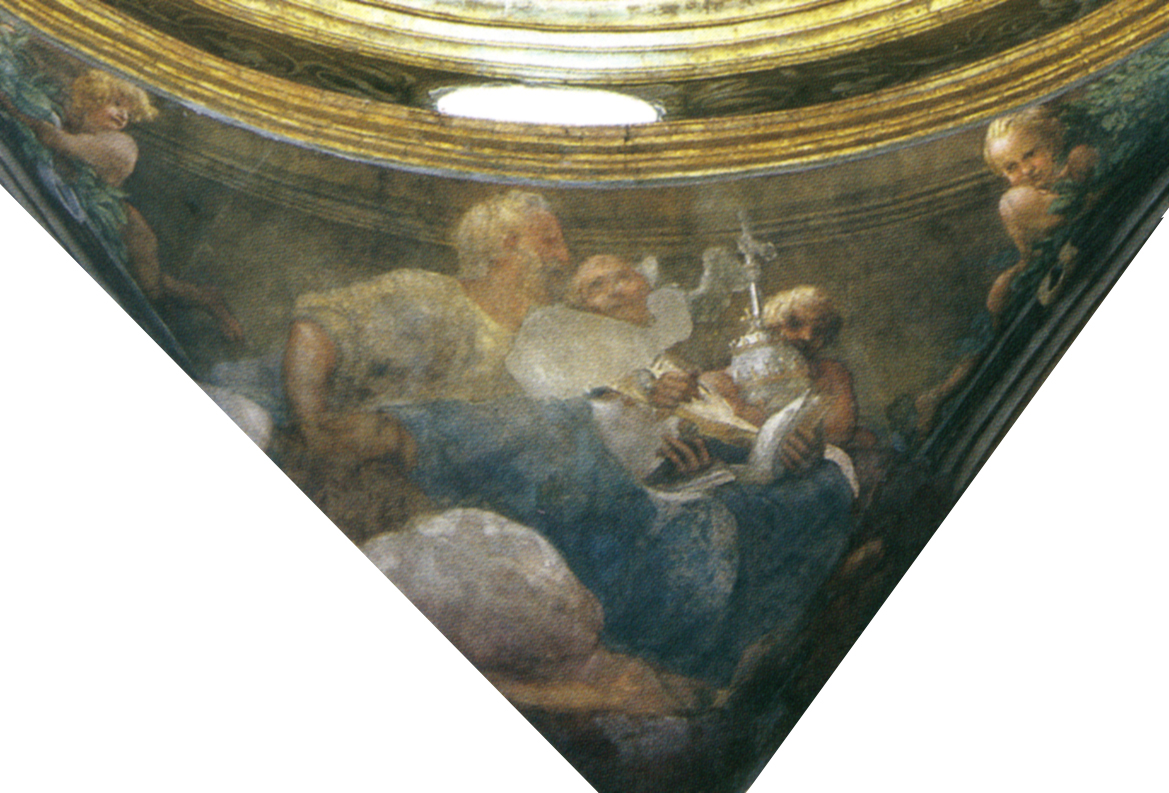
San Marco e san Gregorio
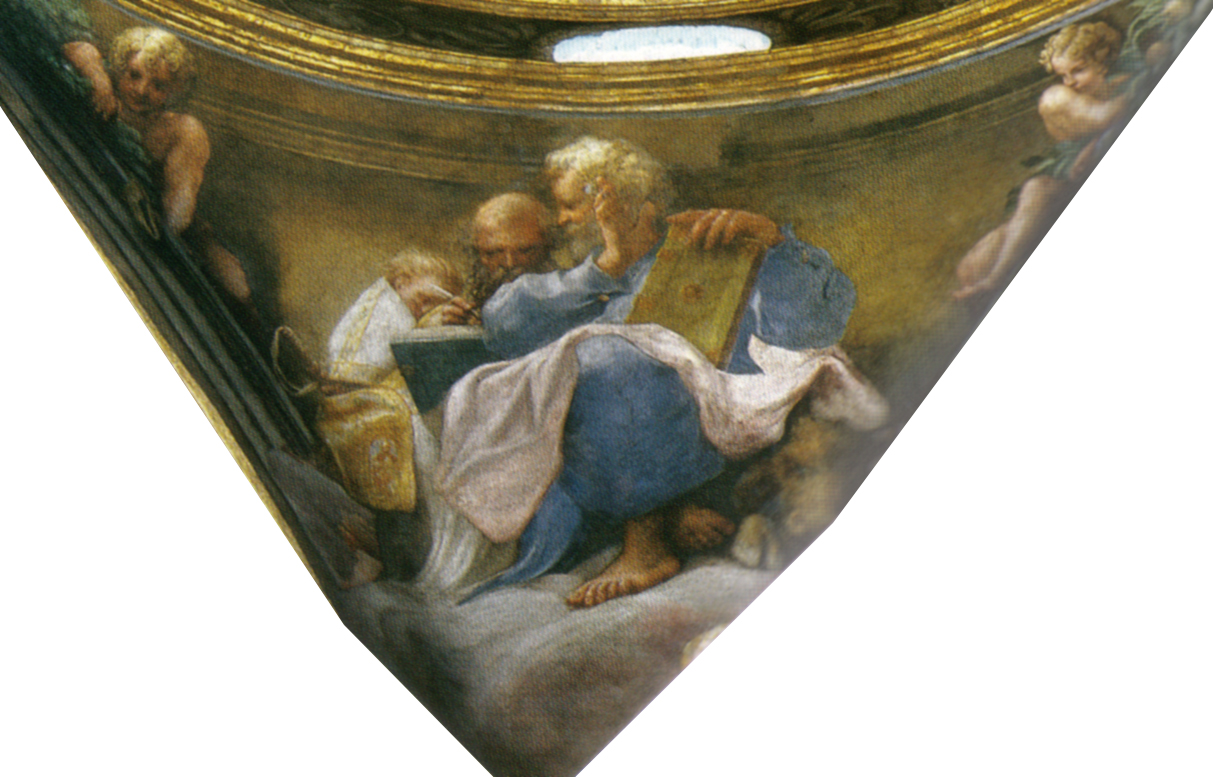
Sant'Ambrogio e san Luca

## Stile

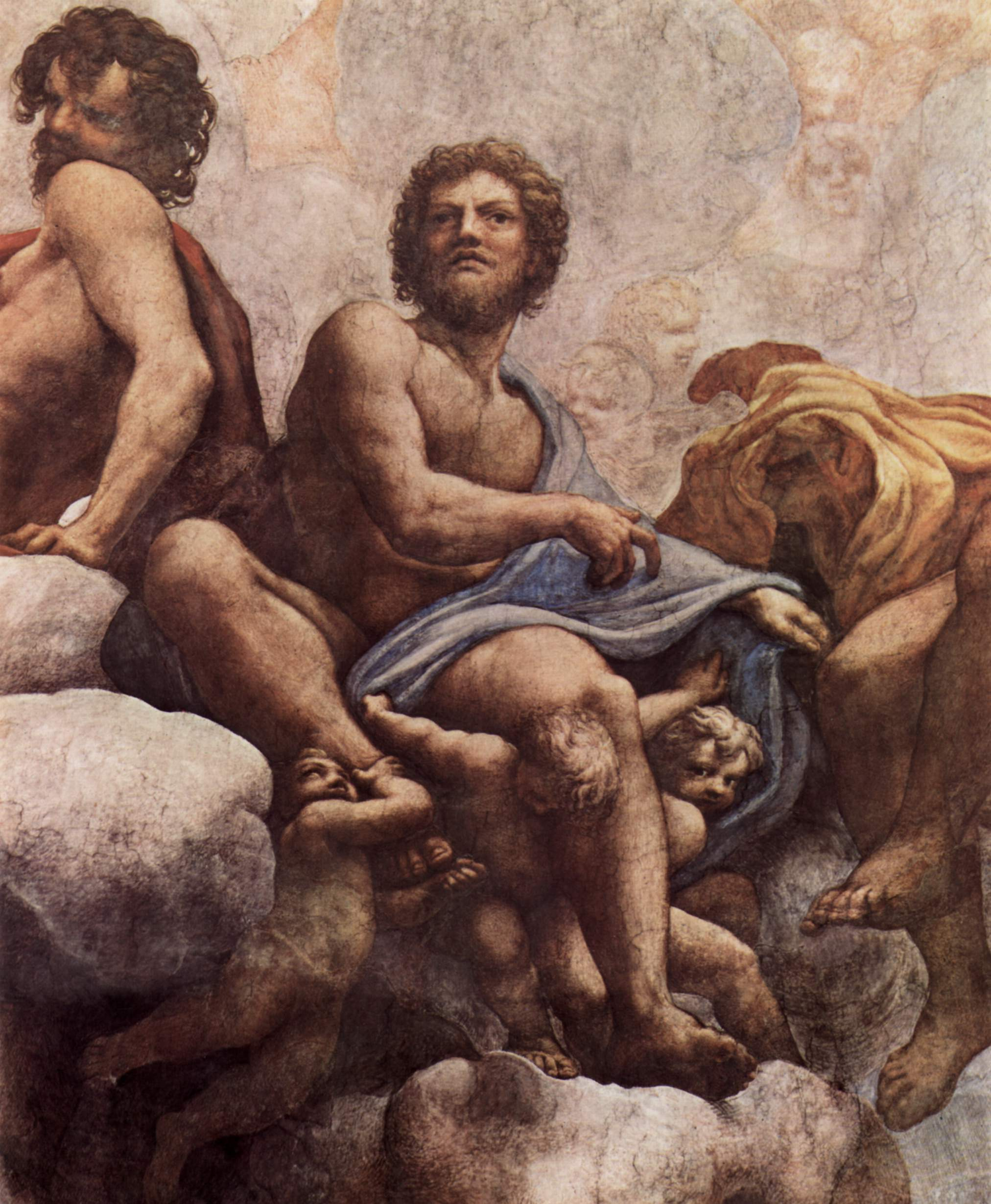
San Filippo e san Taddeo

La decorazione di San Giovanni tradisce suggestioni provenienti dagli affreschi di Michelangelo della Cappella Sistina e, in maniera ancor più limpida, una riflessione su alcune opere di Raffaello, quali la Visione di Ezechiele, allora conservata a Bologna presso i conti Ercolani, o la cappella Chigi, in Santa Maria del Popolo a Roma. Pertanto essa ha indotto a pensare, ancor più della decorazione della Camera di San Paolo, un soggiorno di studio del Correggio a Roma.
Ma il dato più rilevante è senz'altro da ricercarsi nell'innovativo impianto prospettico immaginato dal Correggio, dove è assente qualsiasi preoccupazione di misurabilità geometrica dello spazio. Pur assumendo una derivazione dalle sperimentazioni di Melozzo da Forlì, a differenza della tradizione quattrocentesca, la decorazione appare libera da partiture architettoniche e organizzata per essere guardata da due distinti punti di vista: quello che avevano i frati benedettini, riuniti nel coro (i soli a cui era dato di vedere la figura di San Giovanni), e quello dei fedeli nella navata. In questo, l'opera si impone come uno dei più originali e riusciti esperimenti illusionistici della pittura del Cinquecento.
Scrisse a tal proposito Shearman: "La più immediata e più realistica rappresentazione agli occhi dell'osservatore sulla soglia [...] ci fa render conto di quanto il Correggio dipenda da quella sintesi di tradizioni che Raffaello creò nella cupola della cappella Chigi. Come già in Raffaello, per esempio, e in Melozzo, lo scorcio della cerchia di figure sospese in alto è mitigato o compromesso dalla carenza di leggibilità, ed il punto di vista della cerchia è indiretto, perfettamente assiale. Il punto di vista del centro, però, non è assiale, bensì correlato al modo di accostarsi dello spettatore, perché lo sguardo sale dalla soglia verso lo spazio, così che viene a crearsi (e così si voleva che fosse) una cesura fra il centro, su cui la visione è focalizzata, e la periferia. Ma, come accadeva già in Raffaello, quella cesura compromette ben poco l'integrità dell'illusione se solo quest'ultima è osservata dalla soglia, perché il punto di vista del centro può apparire in continuità con la parte periferica su lato opposto, che è il segmento meglio visibile. E la cesura è dissimulata da due espedienti significativamente diversi: nella cupola di Raffaello da una salda struttura architettonica che stringe le parti in un'unità, in quella del Correggio da elusivi passaggi atmosferici che le fondono insieme”.
L'abilità a gestire le figure in scorcio, quella che era allora considerata una delle più ardite difficoltà dell'arte e che il Correggio aveva già indagato negli ovati della Camera di San Paolo, trova nell'architettura di nuvole degli affreschi di San Giovanni la sua prima compiuta espressione. La lezione dell'illusionismo di Mantegna, già valorizzata nella decorazione della Camera di San Paolo, è adesso portata a un vertice altissimo che solo la successiva decorazione per la cupola del Duomo poté superare, ma che restò un unicum per tutto il corso della produzione artistica cinquecentesca.

## Parmigianino e altri aiuti

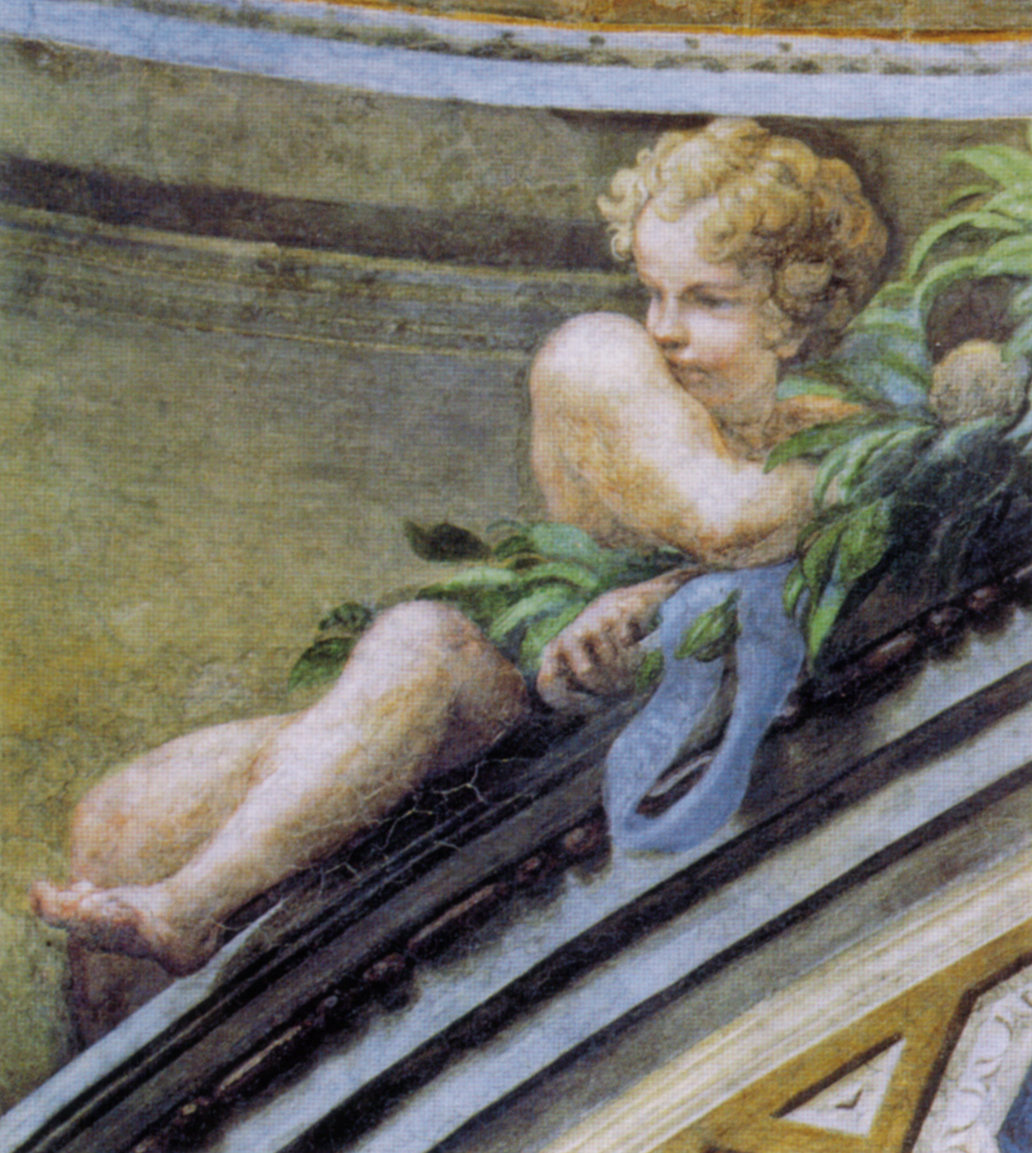
Il putto del Parmigianino

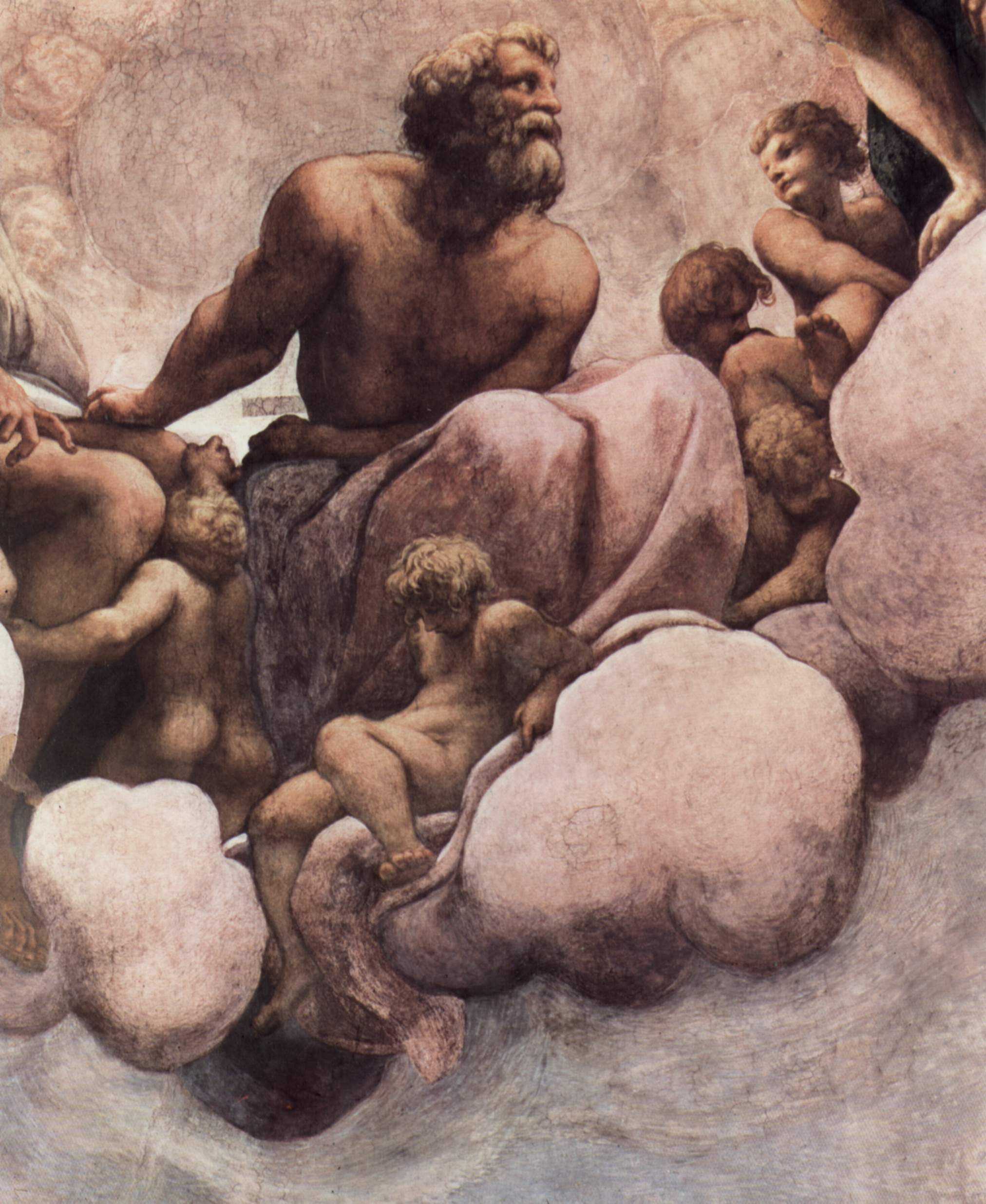
San Simone

Una delle questioni aperte negli studi sulla cupola di San Giovanni è il ruolo degli aiuti e la presenza, tra essi, di giovani maestri che avrebbero di lì a poco avviato una brillante carriera, primo fra tutti il Parmigianino. In particolare nella parte sinistra dell'arco settentrionale, durante i restauri degli anni novanta, è stato notato un putto di vitalita "maliziosa e guizzante", che Fornari Schianchi ha attribuito al Parmigianino (1990), seguita poi da Gould (1996) ed Eskerdjian (1997). Contrario fu invece Chiusa (2001), obiettando l'omogeneità della tecnica rispetto alle parti autografe di Correggio, il silenzio delle fonti sui nomi dei collaboratori eventuali e ragioni di stile. Mario Di Giampaolo ha poi confutato queste obiezioni, ricordando come l'uso di una tecnica coerente era necessaria in un lavoro collaborativo, come la presenza di collaboratori sia comunque accennata dalle fonti e ribadendo la differenza stilistica del putto rispetto agli altri. Esso infatti ha la fonte un po' bombata come in altre opere giovanili del Parmigianino, quali l'Adorazione dei pastori o gli affreschi nella Stufetta di Diana e Atteone a Fontanellato.
Gould inoltre, nel 1994, suggerì di assegnare al Parmigianino anche un'altra figura sull'arco sud della cupola, forse invece da assegnare a Francesco Maria Rondani (Di Giampaolo).